# Zaus aurelii
Zaus aurelii är en kräftdjursart som beskrevs av Poppe 1884. Zaus aurelii ingår i släktet Zaus och familjen Harpacticidae. Inga underarter finns listade i Catalogue of Life.